# Trona de Comerma
La Trona de Comerma és una muntanya de 1.071 metres que es troba al municipi de Santa Maria de Besora, a la comarca d'Osona.